# Robert Eggers
Robert Neil Eggers (Lee, New Hampshire, 7 de juliol del 1983) és un director de cinema, guionista i dissenyador de producció estatunidenc.
És conegut per les seves pel·lícules de terror The Witch (2015), The Lighthouse (2019), The Northman (2022 i ) Nosferatu (2024). Eggers va iniciar la seva carrera com a dissenyador i director de produccions de teatre a Nova York abans de fer el salt al cinema.

## Vida personal
Eggers va créixer a Lee (New Hampshire). Els seus pares son Kelly i Walter Eggers, i té dos germans, Max i Sam. L'any 2001 es va mudar a Nova York per assistir a una acadèmia d'interpretació. Per escriure el seu primer guió, es va inspirar en la seva infantesa a Nova Anglaterra i la plantació de Plymouth, indret que visitava sovint.
Està casat amb Alexandra Shaker.

## Carrera
L'any 2015, Eggers va debutar com a director amb la pel·lícula de terror The Witch, de la qual també en va escriure el guió. La pel·lícula es va estrenar el 27 de gener del 2015 al Festival de Cinema de Sundance. La productora A24 en va comprar els drets i la va estrenar als cinemes el 19 de febrer del 2016. La pel·lícula, que s'havia rodat amb un pressupost de 4 milions de dòlars, va acabar recaudant 40 milions i va rebre ressenyes molt positives per part de la crítica.
El següent llargmetratge d'Eggers va ser la pel·lícula de terror fantàstic The Lighthouse (2019), un altre drama històric que també va rebre crítiques molt positives. Eggers va dirigir la pel·lícula i en va escriure el guió juntament amb el seu germà, Max Eggers. El film va rebre una nominació a l'Oscar a millor fotografia.
El juliol de 2015, es va anunciar que Eggers escriuria i dirigiria el remake de Nosferatu, pel·lícula muda de l'any 1922 inspirada en la llegenda de Dràcula. La producció anirà a càrrec de Jay Van Hoy i Lars Knudsen per a Studio 8. El novembre de l'any següent, Eggers va reconèixer estar sorprès davant la idea que Nosferatu seria la seva segona pel·lícula. El director va declarar que li semblava "lleig, blasfemós, repugnant i propi d'un egomaniac que la següent pel·lícula d'un director en el meu lloc sigui 'Nosferatu'. La veritat és que tenia pensat esperar una mica, però sembla que això és el que el destí em tenia preparat". Eggers ja havia dirigit anteriorment la versió teatral de Nosferatu durant els seus anys d'estudiant d'institut, motiu pel qual el van escollir per dirigir una versió professional de l'obra. El director ha confessat que aquest va ser l'esdeveniment que el va inspirar a convertir-se en director de cinema. Així i tot, la producció va ser aturada.
Al 2016 es va parlar d'una minisèrie basada en la vida de Rasputin, pero no s'ha sabut res més.
Finalment, la seva tercera pel·lícula va ser The Northman, un drama èpic ambientat a la Islàndia vikinga que va ser estrenada al 2022 i interpretada per Alexander Skarsgård, Nicole Kidman, Anya Taylor-Joy, Ethan Hawke, Björk, I Willem Dafoe
La producció de Nosferatu es va reprendre i la seva estrena està prevista pel desembre del 2024.

## Rigor històric
El seu cinema és molt atmosfèric i històricament rigorós: 
La llar dels protagonistes de The Witch va ser creada amb l'estructura, els materials i fins i tot algunes eines pròpies de la Nova Anglaterra del segle XVII i el far de The Lighthouse va ser construït sota el mateix rigor. Això tot, aquesta obsessió personal amb la fidelitat històrica va assolir tota la seva esplendor amb The Northman, el guió del qual és inspirant en la llegenda escandinava d'Amleth i escrit per Sjón, un escriptor islandès. Aquesta pel·lícula recull a la perfecció molts dels ritus vikings, així com les seves creences, ideologies i la seva estètica. The Northman mostra una documentació exhaustiva i recrea fins i tot les imatges plasmades en troballes arqueològiques. La famosa historiadora Laia San José Beltrán, especialista i referent del estudi del món viking, ha elogiat el film més d'un cop per aquest nivell de detall i ha declarat que The Northman és el millor producte cinematogràfic que s'ha fet mai sobre vikings.

## Filmografia
| Any  | Pel·lícula     | Acreditat com a | Acreditat com a | Acreditat com a | Notes                                |
| Any  | Pel·lícula     | Director        | Guionista       | Productor       | Notes                                |
| ---- | -------------- | --------------- | --------------- | --------------- | ------------------------------------ |
| 2015 | The Witch      | Sí              | Sí              |                 | Debut com a director en pel·lícula   |
| 2019 | The Lighthouse | Sí              | Sí              | Sí              | Guió en col·laboració amb Max Eggers |
| 2022 | The Northman   | Sí              | Sí              |                 | Guió en col·laboració amb Sjón       |
| 2024 | Nosferatu      | Sí              | Sí              |                 | [ 12 ]                               |

## Recepció
| Any  | Pel·lícula | Tomàquets podrits                      | Metacritic        |
| ---- | ---------- | -------------------------------------- | ----------------- |
| 2015 | La Bruixa  | 90% (7.76/10 índex mitjà) (320 índexs) | 83 (46 revisions) |
| 2019 | El Far     | 90% (8.07/10 índex mitjà) (352 índexs) | 83 (51 revisions) |